# Rubén Xaus
Rubén Xaus Moreno (Barcellona, 18 febbraio 1978) è un pilota motociclistico spagnolo.

## Carriera
Le sue prime apparizioni nelle competizioni motociclistiche internazionali sono nel motomondiale 1995 in cui gareggia nella classe 250 in sella ad una Honda del team Fortuna Honda Pons, collezionando 5 presenze nei singoli gran premi ma senza ottenere punti validi per la classifica mondiale.
Nel 1995 e 1996 prende parte con una Honda al Thunderbike Trophy (categoria antesignana del campionato mondiale Supersport inserita nel contesto delle gare del motomondiale), arrivando quindicesimo e settimo nella classifica generale e vincendo anche una gara. Sempre lo stesso anno gareggia nella tappa iberica del campionato Europeo Velocità categoria Superbike e, grazie al risultato raggiunto, si piazza al 22º posto nella classifica stagionale.
Comincia la sua avventura nel mondiale riservato alle derivate di serie nel 1997 nel campionato mondiale Supersport, ottenendo 20 punti. Nel 1999, con la Yamaha del team Dee Cee Jeans, chiude al quinto posto, ottenendo una vittoria a Misano e 5 podi in totale. L'anno successivo entra nell'orbita Ducati, passando al team ufficiale Ducati Infostrada, ma chiude al settimo posto. Nel 2001 la Ducati decide di portarlo nel mondiale Superbike come compagno di squadra di Troy Bayliss, ottiene le sue prime 2 vittorie e chiude la stagione al sesto posto con 232 punti. Nel 2002 ripete il risultato della stagione precedente, mentre nel 2003 lotta per il titolo con il suo nuovo compagno di squadra, Neil Hodgson, ma nonostante le 7 vittorie e i 15 podi complessivi si deve accontentare del secondo posto, dietro al compagno.
Dopo l'esordio povero di risultati del 1995, torna nel motomondiale nel 2004, in sella ad una Desmosedici GP4 del team D’Antin in MotoGP. Nonostante una moto non ufficiale, riesce ugualmente a mettersi in evidenza, ed il suo miglior risultato è in Qatar, dove termina sul terzo gradino del podio (il primo in assoluto in tale annata per una moto di Borgo Panigale). Chiude la stagione all'undicesimo posto e risulterà essere il miglior esordiente dell'anno. L'anno successivo passa alla Yamaha nel team satellite Tech 3, con cui non riesce però a ripetere gli incoraggianti risultati della stagione d'esordio in MotoGP.
Dopo le due stagioni in MotoGP, nel 2006 accetta l'offerta del Team Sterilgarda di Marco Borciani per ritornare alle gare del campionato mondiale Superbike. In questa stessa stagione con Ducati prende parte, come pilota wildcard senza punti, alla prova iniziale a Monza e a quella finale a Imola nel campionato italiano Superbike ottenendo pole position e primo posto in entrambe.

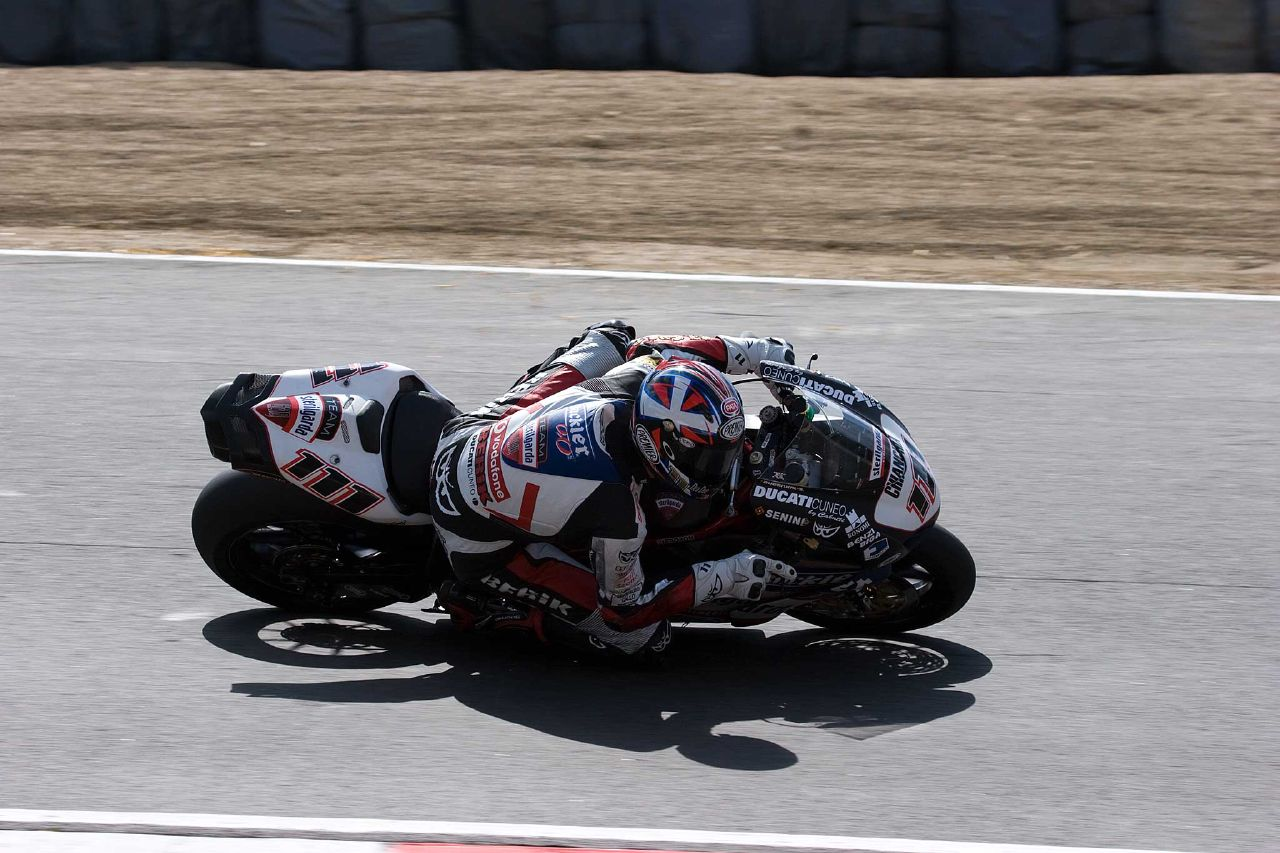
Xaus a Brands Hatch nel 2007 con la Ducati 999.

La prima stagione è difficile a causa della scarsa competitività del mezzo, una Ducati 999 senza controllo di trazione ed elettronica, ma l'anno successivo il team acquista le Ducati 999 F06 utilizzate l'anno precedente dal team ufficiale Ducati nel campionato americano Superbike, ed i risultati migliorano di conseguenza: vince a Valencia e chiude la stagione al sesto posto, risultando il migliore dei piloti privati.
Nel 2008 corre ancora nel Team Sterilgarda, in sella alla nuova 1098R, con Max Biaggi come compagno di squadra. Chiude il campionato in decima posizione con 178 punti, grazie alla vittoria di Misano Adriatico in gara 2, al secondo posto di Losail ed a 5 quarti posti. Il pilota spagnolo subisce un netto calo di prestazioni proprio dopo la gara di Misano, che lo porta a prendere pochi punti ed a cadere molto spesso.
Il 7 settembre 2008, in occasione del Gran Premio d'Inghilterra a Donington, si è reso protagonista di un alterco con Max Biaggi epitetando il compagno di squadra con termini come "romano di merda" e "italiani mafiosi" per essere stato squalificato dopo essere caduto, praticamente a gara finita, dopo l'esposizione della seconda bandiera rossa e non è stato classificato dai giudici di gara. La commissione ha quindi assegnato il 3º posto a Max Biaggi (che era arrivato in 4ª posizione) e lo spagnolo lo ha insultato mentre scendeva dal podio.
Nella stagione 2009 lascia il team Sterilgarda, dopo 3 anni, per aderire al nuovo progetto BMW, il 23 luglio 2008 si lega con la casa tedesca con un contratto biennale. Conclude la sua prima stagione con il team bavarese al diciassettesimo posto nella classifica generale con 74 punti, ottenendo come miglior risultato il settimo posto in gara 1 nel Gran Premio d'Italia tenutosi sul Circuito di Monza.
Continua nel mondiale Superbike anche nel 2010 confermato dalla BMW alla guida della S1000 RR. Anche questa stagione è però avara di risultati, con 96 punti si posiziona solo al 15º posto della graduatoria mondiale, ottiene un quinto posto in gara 1 al GP della Repubblica Ceca a Brno come miglior risultato stagionale.
Nel 2011 lascia la BMW per gareggiare con una Honda del team Castrol con compagno di squadra Jonathan Rea. Non concluderà la stagione a causa di un infortunio, e non otterrà risultati di rilievo.
Per il 2012 firma con Bimota per collaudare la versione Moto 2 (Bimota HB4) e per la versione Superbike.

## Risultati in gara

### Motomondiale
| 1995 | Classe             | Moto  |    |    |    |   |    |     |   |     |  |  |    |    |  |  |  |  |  | Punti | Pos. |
| ---- | ------------------ | ----- | -- | -- | -- | - | -- | --- | - | --- |  |  | -- | -- |  |  |  |  |  | ----- | ---- |
| 1995 | Thunderbike Trophy | Honda | NE | NE | NE | 9 | 12 | Rit | 9 | Rit |  |  | NE | NE |  |  |  |  |  | 18    | 15º  |

| 1995 | Classe | Moto  |  |  |  |  |  |  |  |  |     |    |    |     |     |  |  |  |  | Punti | Pos. |
| ---- | ------ | ----- |  |  |  |  |  |  |  |  | --- | -- | -- | --- | --- |  |  |  |  | ----- | ---- |
| 1995 | 250    | Honda |  |  |  |  |  |  |  |  | Rit | 23 | 16 | Rit | Rit |  |  |  |  | 0     |      |

| 1996 | Classe             | Moto  |    |    |    |  |  |  |    |    |   |    |    |    |   |    |    |  |  | Punti | Pos. |
| ---- | ------------------ | ----- | -- | -- | -- |  |  |  | -- | -- | - | -- | -- | -- | - | -- | -- |  |  | ----- | ---- |
| 1996 | Thunderbike Trophy | Honda | NE | NE | NE |  |  |  | 11 | 12 | 5 | 10 | 13 | NE | 1 | NE | NE |  |  | 54    | 7º   |

| 2004 | Classe | Moto   |     |     |    |   |   |   |    |    |    |     |     |   |   |    |    |     |  | Punti | Pos. |
| ---- | ------ | ------ | --- | --- | -- | - | - | - | -- | -- | -- | --- | --- | - | - | -- | -- | --- |  | ----- | ---- |
| 2004 | MotoGP | Ducati | Rit | Rit | 14 | 5 | 6 | 7 | 12 | 11 | 11 | Rit | Rit | 9 | 3 | 13 | 11 | Rit |  | 77    | 11º  |

| 2005 | Classe | Moto   |    |    |    |    |    |    |    |    |     |    |    |    |    |    |    |    |    | Punti | Pos. |
| ---- | ------ | ------ | -- | -- | -- | -- | -- | -- | -- | -- | --- | -- | -- | -- | -- | -- | -- | -- | -- | ----- | ---- |
| 2005 | MotoGP | Yamaha | 18 | 10 | 10 | 12 | 14 | 10 | 12 | 11 | Rit | 13 | 18 | 10 | 15 | 14 | 12 | 14 | 15 | 52    | 16º  |

| Legenda | 1º posto        | 2º posto            | 3º posto            | A punti      | Senza punti        | Grassetto – Pole position Corsivo – Giro più veloce |
| Legenda | Gara non valida | Non qual./Non part. | Ritirato/Non class. | Squalificato | '-' Dato non disp. | Grassetto – Pole position Corsivo – Giro più veloce |

### Campionato mondiale Supersport
| 1997 | Moto  |     |     |    |    |    |    |     |    |    |    |   | Punti | Pos. |
| ---- | ----- | --- | --- | -- | -- | -- | -- | --- | -- | -- | -- | - | ----- | ---- |
| 1997 | Honda | Rit | Rit | 19 | 14 | 12 | 15 | Rit | NP | 15 | 15 | 5 | 20    | 17º  |

| 1999 | Moto   |     |     |     |   |     |   |    |   |     |   |   | Punti | Pos. |
| ---- | ------ | --- | --- | --- | - | --- | - | -- | - | --- | - | - | ----- | ---- |
| 1999 | Yamaha | Rit | Rit | Rit | 2 | Rit | 1 | 23 | 2 | Rit | 3 | 2 | 101   | 5º   |

| 2000 | Moto   |    |    |     |   |   |     |    |   |   |   |     | Punti | Pos. |
| ---- | ------ | -- | -- | --- | - | - | --- | -- | - | - | - | --- | ----- | ---- |
| 2000 | Ducati | 23 | 18 | Rit | 6 | 2 | Rit | 18 | 7 | 1 | 4 | Rit | 77    | 7º   |

| Legenda | 1º posto        | 2º posto            | 3º posto           | A punti      | Senza punti        | Grassetto – Pole position Corsivo – Giro più veloce |
| Legenda | Gara non valida | Non qual./Non part. | Ritirato/Non class | Squalificato | '-' Dato non disp. | Grassetto – Pole position Corsivo – Giro più veloce |

### Campionato mondiale Superbike
| 1998 | Moto   |  |  |  |  |  |  |  |  |    |    |  |  |  |  |  |  |  |  |  |  |  |  |  |  |  |  |  |  | Punti | Pos. |
| ---- | ------ |  |  |  |  |  |  |  |  | -- | -- |  |  |  |  |  |  |  |  |  |  |  |  |  |  |  |  |  |  | ----- | ---- |
| 1998 | Suzuki |  |  |  |  |  |  |  |  | 15 | 16 |  |  |  |  |  |  |  |  |  |  |  |  |  |  |  |  |  |  | 1     | 51º  |

| 2001 | Moto   |     |   |   |   |     |    |    |    |     |   |   |    |    |   |    |   |   |    |   |    |   |   |   |   |   |   |  |  | Punti | Pos. |
| ---- | ------ | --- | - | - | - | --- | -- | -- | -- | --- | - | - | -- | -- | - | -- | - | - | -- | - | -- | - | - | - | - | - | - |  |  | ----- | ---- |
| 2001 | Ducati | Rit | 8 | 9 | 5 | Rit | AN | 18 | 22 | Rit | 6 | 7 | 10 | 19 | 6 | 10 | 6 | 7 | 10 | 6 | 12 | 2 | 1 | 2 | 2 | 1 | 2 |  |  | 236   | 6º   |

| 2002 | Moto   |   |     |   |   |   |   |     |   |   |     |   |   |   |   |     |     |   |    |   |   |     |   |   |     |   |   |  |  | Punti | Pos. |
| ---- | ------ | - | --- | - | - | - | - | --- | - | - | --- | - | - | - | - | --- | --- | - | -- | - | - | --- | - | - | --- | - | - |  |  | ----- | ---- |
| 2002 | Ducati | 5 | Rit | 3 | 3 | 3 | 2 | Rit | 9 | 6 | Rit | 8 | 3 | 3 | 3 | Rit | Rit | 2 | 19 | 5 | 6 | Rit | 5 | 4 | Rit | 3 | 3 |  |  | 249   | 6º   |

| 2003 | Moto   |   |   |   |   |   |   |   |     |     |   |   |   |   |   |     |   |     |   |   |   |   |   |   |   |  |  |  |  | Punti | Pos. |
| ---- | ------ | - | - | - | - | - | - | - | --- | --- | - | - | - | - | - | --- | - | --- | - | - | - | - | - | - | - |  |  |  |  | ----- | ---- |
| 2003 | Ducati | 2 | 2 | 2 | 2 | 4 | 4 | 7 | Rit | Rit | 5 | 3 | 3 | 1 | 1 | Rit | 1 | Rit | 4 | 1 | 2 | 1 | 1 | 2 | 1 |  |  |  |  | 386   | 2º   |

| 2006 | Moto   |    |    |   |   |   |     |     |    |   |   |   |   |     |    |    |    |     |   |    |   |     |     |    |  |  |  |  |  | Punti | Pos. |
| ---- | ------ | -- | -- | - | - | - | --- | --- | -- | - | - | - | - | --- | -- | -- | -- | --- | - | -- | - | --- | --- | -- |  |  |  |  |  | ----- | ---- |
| 2006 | Ducati | 15 | 10 | 7 | 8 | 7 | Rit | Rit | 15 | 4 | 7 | 9 | 9 | Rit | 14 | 10 | 10 | Rit | 5 | 15 | 9 | Rit | Rit | NP |  |  |  |  |  | 103   | 14º  |

| 2007 | Moto   |    |   |   |   |     |   |   |   |   |     |    |    |   |    |   |   |    |    |   |   |    |   |     |   |   |    |  |  | Punti | Pos. |
| ---- | ------ | -- | - | - | - | --- | - | - | - | - | --- | -- | -- | - | -- | - | - | -- | -- | - | - | -- | - | --- | - | - | -- |  |  | ----- | ---- |
| 2007 | Ducati | 10 | 9 | 7 | 6 | Rit | 4 | 1 | 4 | 3 | Rit | 12 | 13 | 9 | AN | 8 | 7 | 12 | 10 | 4 | 6 | 12 | 6 | Rit | 6 | 8 | 10 |  |  | 201   | 6º   |

| 2008 | Moto   |   |   |   |   |     |   |    |   |     |   |    |     |   |   |   |   |     |     |    |     |     |   |     |    |     |   |   |     | Punti | Pos. |
| ---- | ------ | - | - | - | - | --- | - | -- | - | --- | - | -- | --- | - | - | - | - | --- | --- | -- | --- | --- | - | --- | -- | --- | - | - | --- | ----- | ---- |
| 2008 | Ducati | 4 | 2 | 4 | 4 | Rit | 7 | 16 | 4 | Rit | 7 | 14 | Rit | 6 | 8 | 4 | 1 | Rit | Rit | NP | Inf | Rit | 8 | Rit | 12 | Rit | 5 | 9 | Rit | 178   | 10º  |

| 2009 | Moto |    |    |    |    |    |    |    |    |   |   |     |     |    |    |    |    |    |   |     |    |     |     |    |    |    |    |   |     | Punti | Pos. |
| ---- | ---- | -- | -- | -- | -- | -- | -- | -- | -- | - | - | --- | --- | -- | -- | -- | -- | -- | - | --- | -- | --- | --- | -- | -- | -- | -- | - | --- | ----- | ---- |
| 2009 | BMW  | 19 | 11 | 13 | 10 | 13 | 16 | 14 | 11 | 7 | 9 | Rit | Rit | 21 | 16 | 14 | 16 | 15 | 9 | Rit | NP | Inf | Inf | 12 | 13 | 11 | 12 | 8 | Rit | 74    | 17º  |

| 2010 | Moto |    |    |    |    |    |    |     |    |   |     |    |    |    |    |     |     |   |     |    |    |   |   |    |   |     |    |  |  | Punti | Pos. |
| ---- | ---- | -- | -- | -- | -- | -- | -- | --- | -- | - | --- | -- | -- | -- | -- | --- | --- | - | --- | -- | -- | - | - | -- | - | --- | -- |  |  | ----- | ---- |
| 2010 | BMW  | NP | NP | 10 | 12 | 12 | 11 | Rit | 10 | 6 | Rit | 14 | 11 | 10 | 11 | Rit | Rit | 5 | Rit | 17 | 11 | 7 | 9 | 12 | 9 | Rit | NP |  |  | 96    | 15º  |

| 2011 | Moto  |    |    |    |    |   |    |    |    |     |    |    |   |    |     |     |    |    |    |  |  |  |  |  |  |  |  |  |  | Punti | Pos. |
| ---- | ----- | -- | -- | -- | -- | - | -- | -- | -- | --- | -- | -- | - | -- | --- | --- | -- | -- | -- |  |  |  |  |  |  |  |  |  |  | ----- | ---- |
| 2011 | Honda | 16 | 10 | 12 | 10 | 8 | 14 | 15 | 12 | Rit | 18 | 11 | 8 | 16 | Rit | Rit | NP | 17 | 11 |  |  |  |  |  |  |  |  |  |  | 49    | 17º  |

| Legenda | 1º posto        | 2º posto            | 3º posto           | A punti      | Senza punti        | Grassetto – Pole position Corsivo – Giro più veloce |
| Legenda | Gara non valida | Non qual./Non part. | Ritirato/Non class | Squalificato | '-' Dato non disp. | Grassetto – Pole position Corsivo – Giro più veloce |